# Scopogonalia paula
Scopogonalia paula är en insektsart som beskrevs av Young 1977. Scopogonalia paula ingår i släktet Scopogonalia och familjen dvärgstritar. Inga underarter finns listade i Catalogue of Life.